# 王福山 (政治人物)
王福山（1960年—），河北河间人。中华人民共和国政治人物。

## 生平
1980年，进入北方交通大学，攻读电信系铁道信号专业。毕业后进入天津市地方铁路管理局。1997年，任天津市交通委员会主任助理、综合计划处处长。2000年，担任天津市地方铁路管理局副局长。2003年，胜任天津市铁路集团有限公司党委副书记、总经理。2005年，任天津市交通有限公司党委书记、董事长。2009年，任中共河东区委副书记、河东区区长。2011年11月，升任中共河东区委书记。同时他也是北京交通大学天津校友会首任会长。2015年9月，转任天津市交通运输委员会党委书记，11月兼任主任。2018年3月不再兼任主任，但仍担任党委书记。

## 落马
2018年9月6日，中纪委网站宣布，王福山涉嫌严重违纪违法，接受纪律审查和监察调查。